# Haus Schornstein
Das Haus Schornstein (ehemalige Hausanschrift Friedrich-Engels-Allee 289) war ein Wohnhaus an der Wuppertaler Friedrich-Engels-Allee, östlich an der Einmündung zur Martin-Luther-Straße in Unterbarmen. Es galt als Baudenkmal und war in der amtlichen Liste des Landeskonservators aufgeführt.

## Beschreibung
Das zweigeschossige Wohnhaus wurde 1837 in Fachwerkbauweise errichtet und hatte am Ostgiebel Holzpanelen. Die fünfachsige Schauseite zur Straße hin, die Südseite des Gebäudes, war verschiefert ausgeführt. Das Erdgeschoss auf der Schauseite hatte einen mittig liegenden Eingang erhalten, zu dem eine dreistufige Freitreppe führte. Die Sprossenfenster im Obergeschoss hatten Schlagläden. Das Schopfwalmdach hatte zur Schauseite einen Zwerchgiebel in klassizistischem Stil, das seitlich je mit einer Dachgaube flankiert wurde.
Die letzten Besucher berichteten noch von der beeindruckenden Innenausstattung des Hauses, das als denkmalswert beschrieben wurde. Mächtige Eichenbalken wurden von Sandsteinsäulen getragen und trugen die großzügig aufgeteilten Geschosse und boten eine gesamte Wohnfläche von 400 m². Das Treppenhaus bestand aus Marmor und Eichenholz, wie die Innentüren.
Das Wohnhaus hatte einen ähnlichen Baustil wie das Haus Gonnermann (Hausanschrift Friedrich-Engels-Allee 281) oder wie das Engels-Haus.

## Geschichte
Das 1837 errichtete Bauwerk gehörte zur historischen Erstbebauung der Friedrich-Engels-Allee und wurde 1975 niedergelegt. Die Friedrich-Engels-Allee sollte im Zuge des Wiederaufbaus nach dem Zweiten Weltkrieg und des begonnenen mehrspurigen Ausbaus der Talachse von Osten nach Westen auf 35 Metern verbreitert und eine weiter nördlich liegende Fluchtlinie geschaffen werden. Bei der Entscheidung zum Abriss wurden Argumente angeführt, dass das Haus ein Verkehrshindernis sei und weit aus der neuen Fluchtline herausrage und damit die Fahrbahn in Richtung Westen zu einem Flaschenhals verengte.
Die Niederlegung erfolgte unter Protesten der örtlichen Presse und der Bevölkerung. Die Presse stellte am 22. April 1975 fest, dass der Abbruch in einer besonderen Weise diskret vollzogen wurde. Die Schauseite zu Allee hin wurde wie zu einer Renovierung eingerüstet, während hinter der Fassade der Abriss im Gange war. Der Abrissunternehmer wurde angewiesen, Neugierige abzuweisen. Die Maßnahme verwunderte die Öffentlichkeit umso mehr, da die ehemalige Eigentümerin des Hauses Schornstein die Fassade des Hauses ein halbes Jahr zuvor hatte renovieren lassen, bevor sie aus persönlichen Gründen im Frühjahr sich zum Verkauf des Hauses entschloss und sie war wenige Wochen später erschüttert, dass es nun zu dem Abriss gekommen sei.
Der Abriss des Hauses kam für das Kulturamt der Stadt ebenfalls überraschend, so konnte in letzter Minute die doppelflügelige Eingangstüre gerettet werden. Dieses Amt hatte zuvor gehofft, das Haus noch in einem späteren Zeitpunkt nach Wichlinghausen translozieren zu können. Der Landeskonservator klagte an, dass die Stadt es unterlassen habe, vor dem Abbruchbeginn den Regierungspräsidenten über die Maßnahme zu unterrichten.
Dem Schicksal des Hauses Schornstein sollte auch später das Haus Gonnermann nach einem Ratsbeschluss vom 31. Oktober 1978 folgen. Zuvor konnte das Haus unter Schutz gestellt werden, so dass nun der historische Straßenzug des Teils der Allee vom Gonnermannschen Haus bis zu der Pauluskirche im Westen erhalten blieb.
Neben zahlreichen empörten Leserbriefen in der Presse protestierten der Bund Deutscher Architekten, der Bergische Geschichtsverein sowie die CDU-Bezirksgruppe und forderten zur unverzüglichen Einstellung des Abrisses auf. Neunzehn Tage vor den Kommunalwahlen erließ der Oberstadtdirektor am 15. April einen Abbruchstopp und erklärte, dass nun versucht werden sollte innerhalb von vier Wochen einen Interessenten zu finden. Die Demontage war aber so weit fortgeschritten, dass nur noch die Fassade zu retten gewesen wäre. Ein Interessent hätte sie auch kostenlos erhalten, lediglich die Versetzung wäre zu tragen gewesen. Die Versetzung wurde mit 750.000 DM geschätzt, dies aber in der Verantwortung der Stadt zu tragen wäre unvertretbar, wie der Oberstadtdirektor sich weiter äußerte. Die Vierwochenfrist verstrich, ohne dass ein ernsthafter Interessent sich gemeldet hatte, infolgedessen wurde der Abriss fortgesetzt.
Die Kommission für Denkmalpflege und Heimatschutz hatte sich in einer Beratung am 22. Oktober 1975 noch für die Erhaltung der historischen Gebäudesubstanz in der Allee ausgesprochen, was für die Rettung des Hauses zu spät kam. Heute befindet sich auf dem Gelände ein Parkplatz der naheliegenden Geschäftsstelle der Stadtsparkasse Wuppertal.